# Andreea Adespii
Andreea Adespii (født 9. maj 1990 i Brașov, Rumænien) er en kvindelig rumænsk håndboldspiller der spiller for SCM Râmnicu Vâlcea i Liga Naţională.

## Meritter

### SCM Râmnicu Vâlcea
- Liga Naţională:
  - Vinder: 2019
  - Bronze: 2014
- Cupa României:
  - Finalist: 2018, 2019
- Supercupa României:
  - Vinder: 2018